# Environment
Een environment of omgevingssculptuur is in de beeldende kunst de kunstzinnige vormgeving van een bepaalde ruimte zoals een kamer, theater, straat of plein waarbij verschillende materialen, bewegingen, klank, licht en andere communicatiemiddelen een rol spelen. Een installatie is een vorm van environment, een meestal tijdelijk opgebouwde constructie. Soms wordt er niet enkel met beeldende vormen gewerkt, maar ook met geurstoffen of geluid. Die laatste vorm noemt men sound art.

## Kunstenaars
Edward Kienholz, John Cage, Joseph Beuys, Wolf Vostell, Nam June Paik. Voor België is Luc Peire de belangrijkste environmentkunstenaar.